# Doha-forduló
A Doha-forduló 2001 novemberében indult el, a Kereskedelmi Világszervezet (WTO) Negyedik Miniszteri Konferenciáján Doha városában, Katarban. 
A dohai találkozón a kormányok megállapodtak azon napirendi pontokban, melyek a jövőben tárgyalt kérdéseket körvonalazzák:
- További tarifacsökkentések, különös figyelemmel a fejlődő országokra.
- A már létező tárgyalásokat tovább viszik, befogadják a Doha Fordulóba.
- A mezőgazdasági termékek kereskedelmének liberalizációja.

A mezőgazdaság kérdéseiben az exporttámogatások, és a hazai termelés támogatásának eltörlését tűzték ki célul. A napirendi pontokban említésre került továbbá a szellemi javak védelme, a már létező szabályok módosítása antidömping és támogatások tekintetében. Ezen kívül a kereskedelem és a környezet kapcsolatában is új szempontokat kívánnak figyelembe venni, a következő, sorrendben ötödik, Miniszteri Konferencián.